# Metateori
Metateori kallas en vetenskaplig teori som har en annan teori som studieobjekt. Den teori som studeras kallas ofta objektteori. Uttalanden inom metateorin om objektteorin kallas metateorem. Inom matematik och matematisk logik är en metateori en matematisk teori om en annan matematisk teori. Metateoretiska undersökningar är en del av vetenskapsfilosofin. En metateori tillämpas inte direkt på praktiken, men kan ha tillämpningar på praktiken av det område den studerar. Det framväxande fältet metavetenskap syftar till att använda vetenskaplig kunskap för att förbättra själva vetenskapsutövningen.

## Exempel på metateorier

### Metavetenskap
Metavetenskap är användningen av vetenskaplig metodik för att studera vetenskapen själv. Metavetenskap syftar till att öka kvaliteten på vetenskaplig forskning samtidigt som misstagen minskas. Det är också känt som "forskning om forskning" och "vetenskapen om vetenskap", eftersom det använder forskningsmetoder för att studera hur forskning görs och var förbättringar kan göras. Metavetenskapen sysslar med alla forskningsområden och har beskrivits som "ett fågelperspektiv på vetenskapen". Med John Ioannidis ord, "Vetenskap är det bästa som har hänt människor ... men vi kan göra den bättre."
År 1966 undersökte en tidig metaforskningsartikel de statistiska metoderna för 295 artiklar publicerade i tio högprofilerade medicinska tidskrifter. Den fann att "i nästan 73 procent av de lästa rapporterna... drogs slutsatser där motiveringen för dessa slutsatser var ogiltig." Metaforskning under de följande decennierna fann många metodologiska brister, ineffektivitet och dålig praxis inom forskning inom många vetenskapliga områden. Många vetenskapliga studier kunde inte reproduceras, särskilt inom medicin och mjuka vetenskaper. Begreppet "replikeringskris" myntades i början av 2010-talet som en del av en växande medvetenhet om problemet.
Åtgärder har genomförts för att ta itu med de problem som avslöjas av metavetenskap. Dessa åtgärder omfattar förhandsregistrering av vetenskapliga studier och kliniska prövningar samt grundandet av organisationer som CONSORT och EQUATOR Network som utfärdar riktlinjer för metodik och rapportering. Det görs fortsatta ansträngningar för att minska missbruket av statistik, eliminera perversa incitament från den akademiska världen, förbättra peer review-processen, bekämpa partiskhet i vetenskaplig litteratur och öka den övergripande kvaliteten och effektiviteten i den vetenskapliga processen.

### Metamatematik
Metamatematik introducerades i 1900-talets filosofi som ett resultat av den tyska matematikern David Hilberts arbete, som 1905 publicerade ett förslag till bevis på matematikens konsistens och fullständighet, vilket skapade metamatematikområdet. Hans förhoppningar om framgången med detta bevis krossades av Kurt Gödels arbete, som 1931 använde sina ofullständighetssatser för att bevisa att detta mål om konsistens och fullständighet var ouppnåeligt. Ändå fortsatte hans program med olösta matematiska problem, av vilka växte detta metamatematiska förslag, att påverka matematikens riktning under resten av 20-talet.
Studiet av metateori blev utbrett under resten av det århundradet genom dess tillämpning inom andra områden, särskilt vetenskaplig lingvistik och dess begrepp metaspråk. 
En metateorem definieras som: "ett uttalande om satser. Det ger vanligtvis ett kriterium för att få en ny sats från en gammal, antingen genom att ändra dess objekt enligt en regel som kallas dualitetslagen eller dualitetsprincipen eller genom att överföra den till ett annat område (från kategoriteorin till gruppteorin) eller till ett annat sammanhang inom samma område (från linjära transformationer till matriser).

### Metalogik
Metalogik är studiet av logikens metateori. Medan logik studerar hur logiska system kan användas för att konstruera giltiga och sunda argument, studerar metalogiken egenskaper hos logiska system. Logik handlar om de sanningar som kan härledas med hjälp av ett logiskt system; metalogik gäller de sanningar som kan härledas om de språk och system som används för att uttrycka sanningar. De grundläggande objekten för metalogiska studier är formella språk, formella system och deras tolkningar. Studien av tolkning av formella system är den gren av matematisk logik som kallas modellteori, och studien av deduktiva system är den gren som kallas bevisteori.

### Metafilosofi
Metafilosofi är "undersökningen av filosofins natur". Dess ämnen inkluderar filosofins mål, filosofins gränser och dess metoder. Således, medan filosofin karakteristiskt undersöker varelsens natur, objektens verklighet, möjligheten till kunskap, sanningens natur och så vidare, är metafilosofi den självreflekterande undersökningen av naturen, målen och metoderna för den aktivitet som utför den här typen av undersökningar, genom att fråga vad som är filosofin själv, vilka typer av frågor den ska ställa, hur den kan ställa och svara på dem och vad den kan uppnå genom att göra det. Det anses av vissa vara ett ämne före och förberedande för filosofin, medan andra ser det som i sig en del av filosofin, eller automatiskt en del av filosofin medan andra antar en kombination av dessa åsikter.